# Mengqiu Zhang
Mengqiu Zhang (张梦秋S, Zhang MengqiuP; 9 marzo 2002) è una sciatrice alpina cinese paralimpica, vincitrice di due medaglia d'oro e tre d'argento per la Cina alle Paralimpiadi invernali del 2022 a Pechino.

## Biografia
Zhang ha iniziato a praticare lo sport nel 2016 ad Harbin. A livello di club si è allenata nella provincia di Hebei con Xie Anhui e successivamente nella nazionale con Dario Capelli e Leon Svetlin.
Con la vincita nel superG femminile a Pechino 2022, Zhang è diventata la prima sciatrice paralpina cinese a vincere una medaglia d'oro ai Giochi paralimpici invernali. Secondo le sue dichiarazioni rilasciate nel 2022, preferisce le gare di velocità, la discesa libera e il super G rispetto allo slalom gigante e allo slalom speciale.

## Carriera
Alle Paralimpiadi invernali del 2022 a Pechino, Zhang ha vinto due medaglie d'oro: nel superG in 1:13.54 e nello slalom gigante in 1:55.12. 
Oltre ai due ori, Zhang ha conquistato anche tre medaglie d'argento: nelle gare in piedi di discesa libera (in 1:21.85 si è piazzata dietro alla canadese Mollie Jepsen in 1:21.75 e davanti alla svedese Ebba Årsjö in 1:23.20), di slalom speciale (al 2º posto, con un tempo di 1:37.40, dopo il 1:31.76 di Årsjö e davanti al 1:40.50, il tempo realizzato da Anna-Maria Rieder) e supercombinata (sul podio, oro a Årsjö in 1:56.51, 
argento a Zhang in 1:58.02 e bronzo a Alana Ramsay in 2:06.33). Ai Mondiali di Maribor 2025 ha vinto la medaglia d'argento nello slalom gigante e nello slalom speciale.

## Palmarès

### Paralimpiadi
- 5 medaglie:
  - 2 ori (supergigante e slalom gigante a Pechino 2022)
  - 3 argenti (discesa libera, slalom speciale e supercombinata a Pechino 2022)

### Mondiali
- 2 medaglie:
  - 2 argenti (slalom gigante, slalom speciale a Maribor 2025)